# Marcel Henry
Ne doit pas être confondu avec Marcelle Henry.
Pour les articles homonymes, voir Henry.
Marcel Henry, né le 30 octobre 1926 à Mtsapéré (Mayotte) et mort le 30 août 2021 à Pamandzi (Mayotte), est un homme politique français.

## Biographie
Marcel Henry participe à la fondation du Mouvement populaire mahorais (MPM) en 1963. Il adhère ensuite à la « Force de l'alternance », un courant du Mouvement départementaliste mahorais (MDM) membre du MoDem.
Il est sénateur français, élu à Mayotte, de 1977 à 2004 (réélu en 1986 et 1995). Au Sénat, il siège au sein du groupe Union centriste (UC).
En 2021, à l'âge de 94 ans, il meurt dans la commune de Pamandzi.

## Hommages
Par arrêté ministériel en date du 29 mars 2022, l'aérodrome de Dzaoudzi-Pamandzi est rebaptisé « aérodrome de Mayotte – Marcel Henry ». Il a notamment été donné son nom à un collège qui se trouve à Tsimkoura.